# Хатыминский наслег
Хатыминский наслег — упразднённая в 2001 году административно-территориальная единица в Нерюнгринском районе Якутии России, в составе города республиканского значения Нерюнгри. Административный центр — село Большой Хатыми.
Сейчас — территории наслега распределены по землям Нерюнгринского района, включая городского поселения город Нерюнгри

## История
Постановлением Правительства Республики Саха (Якутия) от 10 июля 1998 года № 322 в Хатыминском наслеге были исключены из учётных данных административно-территориального деления населённые пункты Десовский, Перекатный, Суон-Тит, Таежный.
К 2001 году в наслеге остался один населённый пункт — Большой Хатыми.
Постановлением Палаты Республики Государственного Собрания (Ил Тумэн) РС(Я) от 05.07.2001 ПР N 308-II Хатыминский наслег исключён из учётных данных административно-территориального деления Республики Саха (Якутия), сельский населенный пункт Большой Хатыми передан в административное подчинение города республиканского значения Нерюнгри.